# Muhammet Yeşil
Muhammet Yeşil (* 19. November 2000 in Ergani) ist ein türkischer Fußballspieler.

## Karriere
Er spielte in seiner Jugend für Ergani Gençlerbirliğispor und wechselte 2017 zu Erganispor, im selben Jahr noch unterschrieb er bei Eyüpspor, wo er seitdem spielt.